# プレーリードッグ
プレーリードッグ (prairie dog) は、ネズミ目（齧歯目）リス科プレーリードッグ属の動物の総称。すべてが北米原産で、北米の草原地帯（プレーリー）に穴を掘って巣穴をつくり、群れで生活する。体長30-40cmほどで、毛色はおおむね淡い茶色。草食で、ムラサキウマゴヤシ（アルファルファ）、イネ科の植物を好む。プレリードッグとも呼ばれる。

## 形態
- 頭胴長 30 - 38センチメートル。
- 尾長 8 - 10センチメートル。
- 体重 1 - 2キログラム。
- 寿命は、野生の場合 3 - 5年。飼育環境の場合 6 - 10年ほど。
- 雄雌の識別は、肛門と生殖突起の距離の長短や、発情期の陰嚢の膨らみで判断する[1]。

## 生態
雄1匹に対して雌数匹という一夫多妻制で「コテリー」と呼ばれる家族を形成する。縄張り意識が強く、他のコテリーの雄が進入してきた場合、互いにお尻の臭腺から臭いを出し威嚇し合う。なわばり争いでは敵対する雄を生き埋めにすることもある。稀に、埋められた穴の反対側から生還する個体もいる。また、口と口でキスをしたり、抱き合ったりすることで挨拶を交す。
「町（タウン）」と呼ばれる広大な巣穴を作ることで知られる。巣穴は地中深く複雑な構造になっており、寝室やトイレ、子供部屋など用途によって部屋が分けられているほか、出入り口も複数存在する。巣穴内の平均気温は年間を通し、15 °C前後といわれている。巣穴周辺の草がプレーリードッグの身長より高く育つと、プレーリードッグは視界確保のためにそれらを刈り取るため、草原が荒れることはない。刈り取ったあとにはやわらかく栄養価の高い草が伸びてくるため、コテリー周辺にはそれを求める動物が集まる。逆にプレーリードッグのいなくなった草原は荒れ、砂漠化が進む。
巣穴周辺には、巣を掘った際の土が積み上げられており、バッファロー等の土浴びの場として多くの動物が利用している。巣穴の入口周辺に土を盛り上げたマウントと呼ばれる見張り台を造り、歩哨のように立って見張りをする習性がある。ピューマ、コヨーテ、オオカミ、アメリカアナグマ、タカなどの天敵が近づくと、「キャンキャン」というイヌのような鳴き声を発して仲間に警告する。この鳴き声は情報量が多く、1秒程度の鳴き声に「接近する生物の種類（人間、タカなど）」「色」「大きさ」「だいたいの形」「脅威の程度」などの情報が入っていることが確認されている。なお、巣穴や見張りのシステムを利用して外敵から身を守るウサギなども数多く見出されている。
可愛らしい外見とは裏腹に、プレーリードッグは仲間同士で殺し合うことや、ライバルとなりえるジリスを殺すことが知られている。

## 食性
基本的には草食で、植物の茎や根、種や木の実などを食べる。主食はカロリーが低く繊維質の多いイネ科の牧草で、付着した土や虫なども同時に食べることでミネラルの補給をする。同じ牧草でもマメ科のアルファルファは、カルシウムが多くカロリーも高いのでプレーリードッグの食物としては適さない。カルシウムが多い食物は尿管結石を作りやすいので注意が必要である。種子をはじめとしたカロリーの高い食物は嗜好性が高く、よく食べるが健康上は好ましくない。野生では降水の少ない地域に生息するため、水はあまり飲まずに食物から水分を摂取する。ただし、飼育環境ではその限りではない。

## 繁殖
自然界では1月～4月に繁殖時期を迎える。雄は気性が激しくなり、他の個体を傷つける場合がある。雌は数時間～1日間しか発情せず、2～3週間の発情周期を持つ。交尾は雄が雌に跨るが、相性が悪いと喧嘩に発展する。妊娠期間は35日で、1度に2～5頭の子どもを産む。

## 種
オグロプレーリードッグ (black-tailed prairie dog, Cynomys ludovicianus)
LEAST CONCERN (IUCN Red List Ver. 3.1 (2001))

最も一般的な種で、生息範囲が広く個体数も多い。通常、日本で「プレーリードッグ」という場合は、基本的にオグロプレーリードッグを指す。その名の通り、尾が黒い。なお、体毛が白い「ホワイト種」と呼ばれる変種がある。冬になると巣穴の中にこもるようになるが冬眠はせず、暖かい日は巣穴の外で餌を食べることもある。
オジロプレーリードッグ (white-tailed prairie dog, C. leucurus)
LEAST CONCERN (IUCN Red List Ver. 3.1 (2001))

オグロプレーリードッグよりも標高の高い山中に生息する。その名の通り、尾が黒い。オグロプレーリードッグのような広大な巣穴は作らず、広範囲に分散して暮らす。冬になると、6か月間ほど巣穴の中で冬眠する。同地域に住む競争相手であるワイオミングジリスを殺すことで知られるが、草食性のためジリスを殺しても食べることはない。明確な理由は不明だが、ジリスを殺すことで生存率が高くなることが判明しており、食料の安定のためにジリスを排除しているのではないかと考えられている。
メキシコプレーリードッグ (Mexican prairie dog, C. mexicanus)
ENDANGERED (IUCN Red List Ver. 3.1 (2001))

メキシコに生息する種。絶滅危惧種である。ワシントン条約附属書Ⅱに該当し、輸出には許可書が必要。
ガニソンプレーリードッグ (Gunnison's prairie dog, C. gunnisoni)
LEAST CONCERN (IUCN Red List Ver. 3.1 (2001))

コロラド州、アリゾナ州に生息する種。オジロプレーリードッグに類似しているが、体毛に一部黒毛が混じる。個体数はあまり多くない。
ユタプレーリードッグ (Utah prairie dog, C. parvidens)
ENDANGERED (IUCN Red List Ver. 3.1 (2001))

ユタ州にのみ生息する種で、体長はやや小ぶり。これも個体数が少なく、絶滅危惧種である。

## 語源
「プレーリードッグ(prairie dog)」は英語で「草原の犬」を意味する。名前に反してイヌ科ではなくリスやネズミの仲間であるが、これは生物上の分類ではなく、警戒時に発する「キャンキャン」という犬のような鳴き声に由来する。

## 人間との関わり
その姿の可愛らしさから日本では人気があり、一時期ペットとしてオグロプレーリードッグが輸入されていたが、ペスト、野兎病などの感染症を媒介するおそれがあり、2003年3月から輸入は禁止されている（現在、日本国内で販売されている個体は、輸入禁止以前の個体から国内で繁殖されたものである）。ただし、これらの感染症に対してプレーリードッグは弱く、感染してから発症、死亡に至るまで長くとも数週間である。感染源から隔離されている状態で、その期間以上健常な個体からは感染の危険はない。そのため、2008年8月にアメリカ食品医薬品局にて輸出禁止を解除する方針が示された。ただし、日本国内への輸入に関しては生態系の問題から未だ禁止の状態である。
手厚い世話と仲間となる個体の用意、穴を掘ることができる環境の整備を怠ると攻撃的になって飼い主となる人間に危害を加えるため、飼育難易度は高い。
アメリカなどでは、牧草地において家畜が巣穴で足を折るなどした事故や、入植者たちの畑を荒らしたことなどから害獣扱いされてきた。また、町外れに作られた野球場が巣穴でぼろぼろになったなどの話が各地に残る。そのため、アメリカなどでは駆除対象として扱われる種もある。大規模な駆除の多くは毒物により行われ、現在でも毒ガスが用いられることがある。駆除によりプレーリードッグを捕食してきたクロアシイタチが絶滅寸前に追い込まれ、現在レッドリストへ登録されている。生きたまま駆除する場合には、巣穴にホースを差し込んでプレーリードッグを吸い出す掃除機のような機械が開発されている。その機械の影響で、手足を失ったり、死亡する個体も多い。また最近では草原の生態系の重要な一部を成す存在として保護が進んでいる地域もあるが、そもそも崩れたバランスの中での保護のあり方に模索が続いている。
オグロプレーリードッグの2000年代の個体数は1842万頭であり、やや減少傾向にある。

## 飼育
- 日本の動物園では、ソルゴー、オーツヘイ、チモシー、アキニレ、サツマイモ、人参、リンゴ、小松菜、キャベツ、栗（秋季限定）などを給餌している[1]。
- 毎日展示場を掘り返して巣穴を作るが、崩壊して生き埋めが発生しないよう、飼育員が不定期に巣穴を埋め戻している。しかし稀に2ｍ級の深い穴が掘られる場合があり、飼育個体が埋め戻し作業中に生き埋めになる事例が1年に1，2例発生する場合がある[6]。
- 繁殖時期は、気性が荒くなる雄が他個体を傷つけないよう、雄を隔離している[6]。